# Đồng thiết kế khách hàng
Đồng thiết kế khách hàng (Tiếng Anh: Customer Co-design) mô tả một quy trình cho phép khách hàng thể hiện các yêu cầu sản phẩm của họ và thực hiện các quy trình thiết kế sản phẩm bằng cách đưa các yêu cầu về tính chất vật lý của sản phẩm. Do đó, khách hàng chọn một sự kết hợp cá nhân mình mong muốn dựa trên các thông số kỹ thuật sản phẩm từ một tập hợp các tùy chọn có sẵn. Trong quá trình này, khách hàng đang được tích hợp vào việc tạo ra giá trị của nhà sản xuất. Khách hàng có thể trở thành một prosumer. Tuy nhiên, do trọng tâm là sự tương tác với khách hàng diễn ra trong quá trình cấu hình sản phẩm và thiết kế một sản phẩm cụ thể, nên có vẻ thích hợp để gọi khách hàng là đồng thiết kế (co-design) hoặc là nhà tiêu dùng. Đồng thiết kế khách hàng là một nguyên tắc đặc biệt của tùy biến đại chúng và là nguồn gốc đem lại lợi thế cạnh tranh của nó.
Đồng thiết kế của khách hàng được thực hiện với sự trợ giúp của các công cụ chuyên dụng. Các hệ thống này là công cụ chính để giảm chi phí và tạo ra trải nghiệm thiết kế tích cực. Các hệ thống này giúp hướng dẫn người dùng trong quá trình định hình sản phẩm.

### Kỹ thuật áp dụng
Có 12 kỹ thuật để áp dụng và phát triển đồng thiết kế.
- (1) Nhận định, (2) tuyển dụng và (3) hiểu đúng về khách hàng và vai trò của hai bên. Có thể tiến hành các cuộc đối thoại, phỏng vấn chuyên sâu hoặc đơn giản hơn là quan sát khách hàng.
- Nắm bắt những ghi chú của khách hàng và những tình huống quan trọng nhất đối với họ: (4) xác định phân khúc theo hành vi; (5) chân dung khách hàng (persona), (6) hiểu được các tiêu chí ra quyết định của họ.
- Đồng sáng tạo tầm nhìn cho khách hàng và so với hiện tại: (7) xác định các vấn đề khác thường bên ngoài mà khách hàng gặp phải; (8) xác định cơ hội và định hướng chung cho một sự hợp tác lí tưởng; (9) tạo điều kiện lập "bản đồ hành trình khách hàng" (customer journey map) và "kịch bản" (scenario) để tìm ra khách hàng mục tiêu lí tưởng.
- Tạo ra một kế hoạch ưu tiên cho khách hàng: (10) đo lường thành công theo quan điểm của khách hàng (nghĩa là để khách hàng nhìn thấy những số liệu chứng tỏ sự thành công của doanh nghiệp, họ sẽ trở nên tin tưởng và an tâm hơn); (11) xác nhận và phát hành phiếu ghi điểm (scorecards), kế hoạch hành động (action plan) và lộ trình ưu tiên cho khách hàng (roadmaps); (12) thiết lập và quản lí cộng đồng khách hàng trực tuyến và thuyết phục các chuyên gia, cố vấn chuyên môn tiếp tục đồng hành cùng doanh nghiệp.[3]

### Lợi ích mang lại cho doanh nghiệp
- Khách hàng cảm thấy họ được thấu hiểu, được thỏa mãn nhu cầu tối ưu theo cách họ muốn.[4]
- Để khách hàng trở nên có giá trị trong việc tạo ra sản phẩm cho chính họ.
- Giảm thiểu các đánh giá không tốt khi sản phẩm tiêu chuẩn hóa phục vụ cho mọi khách hàng. Có thể là vì một tính năng của sản phẩm được phát huy tốt đối với khách hàng này nhưng lại trở thành dư thừa hoặc không hiệu quả đối với khách hàng kia.
- Duy trì lòng trung thành.
- Gia tăng lợi nhuận và hình ảnh thương hiệu.

### Thách thức cho doanh nghiệp
- Liên kết các bộ phận trong doanh nghiệp (thiết kế, kỹ thuật, sản xuất, tiếp thị,...) để hỗ trợ khách hàng khi thực hiện đồng thiết kế.
- Tối ưu hóa tốc độ sản xuất sản phẩm. Đảm bảo giao hàng đúng hạn và nhanh nhất có thể.
- Khuyến khích tinh thần đồng thiết kế, tư duy sáng tạo và tạo môi trường làm việc chung lí tưởng để duy trì hợp tác dài lâu.[5]

## Giới hạn củatùy biến đại chúngtừ quan điểmkhách hàng
Các giới hạn này bắt nguồn từ việc thiếu sự tương tác của khách hàng và tích hợp khách hàng với doanh nghiệp. Trong tùy biến đại chúng, khách hàng được tích hợp vào việc tạo giá trị bằng cách đưa ra ý tưởng, định hình, thiết kế sản phẩm. Đó là điều kiện tiên quyết của tùy biến đại chúng - giúp đạt mục tiêu sau cùng là đáp ứng nhu cầu của từng khách hàng. Tuy nhiên, những hoạt động đó cũng là nguyên nhân gây ra sự phức tạp và rủi ro từ quan điểm "khách hàng hạn chế sự thành công của một chiến lược tùy biến đại chúng. Thuật ngữ nhầm lẫn hàng loạt (mass confusion) ra đời để mô tả gánh nặng và hạn chế đối với người tiêu dùng do quá trình tùy biến đại chúng.

## Nhầm lẫn hàng loạt (Mass confusion)

### Đánh đổi của khách hàng trong tùy biến đại chúng
Đối với khách hàng, nếu lợi nhuận (dự kiến) vượt qua chi phí (dự kiến), khả năng khách hàng sử dụng tùy biến đại chúng sẽ tăng lên. Lợi nhuận gấp đôi, nghĩa là: lợi ích đầu tiên có thể có từ quá trình thiết kế, chẳng hạn như trải nghiệm hoặc sự hài lòng với việc hoàn thành nhiệm vụ cùng thiết kế sản phẩm; thứ hai là giá trị tùy chỉnh, tức là sự gia tăng tiện ích mà khách hàng đạt được từ sản phẩm phù hợp với mình so với sản phẩm tiêu chuẩn ban đầu. Chi phí tùy biến đại chúng cho người tiêu dùng là phí bảo hiểm mà họ phải trả cho sản phẩm được cá nhân hóa so với tiêu chuẩn và những hạn chế của khách hàng khi tham gia tích cực vào việc tạo ra giá trị trong quá trình sản xuất sản phẩm. Đặc biệt trong thị trường tiêu dùng, khách hàng thường không có đủ kiến thức hoặc định nghĩa đúng về đặc điểm kỹ thuật của sản phẩm, tương ứng với nhu cầu của họ. Có thể phân biệt các điểm hạn chế này của khách hàng, xuất phát từ đồng thiết kế, gọi là nhầm lẫn hàng loạt.

### Phân loại nhầm lẫn hàng loạt[7]

#### Gánh nặng của sự lựa chọn
Khách hàng phải trải qua việc đối mặt với nhiều khả năng lựa chọn. Ví dụ, trong một nhà hàng, họ phải lựa chọn trước một thực đơn có gần 500 món ăn. Gánh nặng của sự lựa chọn dễ dẫn đến tình trạng quá tải thông tin, xuất phát từ những hạn chế về năng lực của khách hàng trong việc xử lý thông tin. Do đó, quá trình cấu hình sản phẩm hoặc dịch vụ có thể kéo dài khá lâu và khách hàng có thể cảm thấy mức độ không chắc chắn ngày càng tăng trong quá trình giao dịch.

#### Chuyển đổi từ nhu cầu cá nhân sang đặc trưng tương ứng trên sản phẩm
Ngoài sự đa dạng và gánh nặng của sự lựa chọn, khách hàng thường không có kiến thức cũng như không có kỹ năng để đưa ra lựa chọn phù hợp với điều kiện hay yêu cầu của họ, tức là chuyển nhu cầu và mong muốn cá nhân của họ thành một đặc điểm kỹ thuật của sản phẩm cụ thể. Không có nhiều thời gian để doanh nghiệp nói rõ với từng khách hàng về tính chất của từng đặc trưng sản phẩm cũng như sự kết hợp nào là hợp lí.

#### Sự không chắc chắn về hành vi của nhà sản xuất
Đối với nhiều người tiêu dùng, việc tùy chỉnh một sản phẩm vẫn là một quá trình xa lạ. Do đó tồn tại sự không chắc chắn trong hành vi của nhà sản xuất. Đặc tính hợp tác của cấu hình sản phẩm dẫn đến phân phối thông tin không đối xứng - một vấn đề phát sinh rằng khách hàng đặt hàng và thanh toán cho một sản phẩm mà họ chưa từng thấy tại nhà sản xuất đó. Họ phải chờ nhiều ngày hoặc thậm chí vài tuần để có được sản phẩm thay vì cam kết giao hàng nhanh như một số nhà cung cấp khác.

### Giải pháp cho sự nhầm lẫn hàng loạt
Các giải pháp khắc phục hiện tượng nhầm lẫn hàng loạt có thể được tìm thấy trong hai lĩnh vực:
- Phát triển các bộ công cụ phù hợp cho đồng thiết kế khách hàng. Các công cụ này cần được thiết kế với giao diện dễ sử dụng, đảm bảo đầy đủ các lựa chọn cho khách hàng nhưng không gây rối
- Giới thiệu các thương hiệu tùy biến mạnh. Nghĩa là cần có một nền tảng thương hiệu vững chắc hoặc chiến lược xây dựng thương hiệu hiệu quả khi tiến hành tùy biến đại chúng, để tạo niềm tin cho khách hàng.
- Cộng tác khách hàng đồng thiết kế thành một cộng đồng trực tuyến.[8]

Quy trình đồng thiết kế hiện được tiến hành trong chế độ hợp tác giữa một số khách hàng cá nhân với doanh nghiệp. Trên giao diện cộng đồng, mọi người có thể giao tiếp với nhau, do đó thông qua cộng đồng, có thể thu thập thông tin về những người này, để thu thập ý kiến  từ người dùng và thiết lập mối quan hệ trực tiếp giữa các khách hàng. Bằng cách phá vỡ các rào cản giữa những người sử dụng bộ công cụ đồng thiết kế và liên kết các khách hàng với nhau, quy trình tùy chỉnh có thể được cải thiện, dẫn đến ít nhầm lẫn hàng loạt hơn và do đó, hiệu quả tùy biến đại chúng cao hơn.
Trong các tài liệu kinh doanh điện tử, các cộng đồng ảo (virtual community) được xem là một giải pháp tiềm năng để khắc phục những hạn chế của việc mua sắm trực tuyến. Nghiên cứu đã chỉ ra những lợi ích tiềm năng của việc tận dụng các tương tác giữa các khách hàng như một phương tiện để giảm sự nhầm lẫn hàng loạt. Cộng đồng khách hàng đồng thiết kế có thể hỗ trợ quá trình thiết kế cá nhân hoặc hợp tác, đồng thời giảm thiểu vấn đề nhầm lẫn hàng loạt. Cụ thể:
- Cung cấp kiến thức giúp tạo cấu hình ban đầu tốt hơn. Sự phức tạp và nỗ lực nhận thức của người tiêu dùng có thể giảm đi bằng cách cung cấp cho người dùng một cấu hình khởi đầu thay vì yêu cầu họ tự tìm điểm bắt đầu. Thông thường, các doanh nghiệp chỉ đơn giản là cung cấp một sản phẩm tiêu chuẩn như cấu hình trước. Tuy nhiên, doanh nghiệp có thể cung cấp một giải pháp khởi đầu phù hợp với hồ sơ của người dùng. Nghĩa là dựa trên tính năng cá nhân hóa tự động, các tùy chọn sẽ được đề xuất cho phù hợp với hồ sơ của người dùng đó, gọi là tính năng lọc tự động.
- Thúc đẩy sáng tạo chung và giải quyết vấn đề. Trong cộng đồng, người dùng có thể tương tác, hỗ trợ lẫn nhau trong việc cố gắng tìm ra giải pháp hiệu quả nhất với nhu cầu của họ. Việc đánh giá các lựa chọn từ những người dùng trước cũng là cơ sở hỗ trợ tốt.
- Xây dựng niềm tin và giảm nhận thức về rủi ro. Khách hàng trong tùy biến đại chúng đối mặt với hai rủi ro: sự phù hợp của "phiên bản đồng thiết kế" đó với nhu cầu thực sự của họ, và hành vi của nhà sản xuất. Tuy nhiên khi tùy biến được thực hiện bởi nhiều người (đồng thiết kế), sự chắc chắn và niềm tin sẽ được củng cố.

Hình dưới đây biểu thị sự phù hợp giữa các giải pháp khi sử dụng cộng đồng đồng thiết kế khách hàng để giảm thiểu nhầm lẫn hàng loạt.
| Giải pháp                                                           | Vấn đề                                                    |
| ------------------------------------------------------------------- | --------------------------------------------------------- |
| (1) Cung cấp kiến thức giúp tạo điểm khởi đầu tốt hơn               | (a) Gánh nặng lựa chọn                                    |
| (2) Hỗ trợ hợp tác thiết kế, thúc đẩy sáng tạo và giải quyết vấn đề | (b) Chuyển đổi từ nhu cầu cá nhân sang đặc trưng sản phẩm |
| (3) Xây dựng niềm tin và giảm nhận thức về rủi ro                   | (c) Không chắc chắn về hành vi của nhà sản xuất           |

Các cách kết hợp phổ biến:
- (1) - (a), (b)
- (2) - (a), (b)
- (3) - (b), (c)

## Một số doanh nghiệp thành công
- Adidas: Khách hàng có thể trao đổi với nhau về thiết kế mẫu giày riêng của họ, so sánh các lựa chọn, đánh giá sự trải nghiệm, mức độ sáng tạo. Những khách hàng của miAdidas và những người quan tâm đến dòng sản phẩm này có mặt trong một cộng đồng thể thao trực tuyến, và họ tự tổ chức các cuộc thảo luận để tùy chỉnh sản phẩm miAdidas. Cộng đồng này được phía Adidas hỗ trợ phát triển bằng cách hợp tác với các câu lạc bộ thể thao, trang web chuyên biệt và một số cộng đồng trực tuyến.Đăcj biệt còn có sự hỗ trợ từ các đại diện của thương hiệu này, họ đóng vai trò là chuyên gia hỗ trợ.
- LEGO: một cộng đồng trực tuyến để người dùng thoải mái trao đổi các ý tưởng, đóng góp, xây dựng và phát triển ý tưởng. Với nhóm người dùng cốt lõi là chính đối tượng khách hàng mục tiêu của họ - trẻ em từ 4 đến 12 tuổi. Các cộng đồng có thể kể đến như LEGO Ideas, LEGO Club,...
- My Virtual Model: mô hình cộng đồng trực tuyến một lần nữa được áp dụng tại đây. Người dùng có thể trao đổi, thảo luận các ý tưởng, phong cách thời trang cá nhân của họ. Mô hình này khá tương tự với hành vi webrooming nhưng khác biệt ở chỗ người dùng tự thiết kế ra sản phẩm riêng cho họ.